# Robert Ambroziewicz
Robert Wiesław Ambroziewicz (Siedlce; 18 de Fevereiro de 1969 — ) é um político da Polónia. Ele foi eleito para a Sejm em 25 de Setembro de 2005 com 9943 votos em 18 no distrito de Siedlce, candidato pelas listas do partido Platforma Obywatelska.